# Боротьба на літніх Олімпійських іграх 2024 — кваліфікація
У цій статті представлені подробиці кваліфікаційного відбору на змагання з боротьби на літніх Олімпійських іграх 2024.
Загалом буде розіграно 288 квот. Кваліфікаційний період розпочнеться з чемпіонату світу 2023, який розпочнеться 16 вересня 2023 року в Белграді. Призери олімпійських вагових категорій, а також переможець сутички між спортсменами, що програли у бронзовому фіналі, отримають ліцензії. Навесні 2024 року відбудуться чотири континентальні кваліфікаційні змагання, де буде розіграно по дві квоти у кожній ваговій категорії. Три квоти, які ще залишилися, буде розіграно на світовому кваліфікаційному турнірі, який відбудеться у травні 2024 року. 

## Перебіг кваліфікації
| Змагання                                         | Дати                     | Місце              |
| ------------------------------------------------ | ------------------------ | ------------------ |
| Чемпіонат світу 2023                             | 16–24 вересня 2019       | Белград, Сербія    |
| Панамериканський кваліфікаційний турнір          | 28 лютого–1 березня 2024 | Акапулько, Мексика |
| Африканський і океанський кваліфікаційний турнір | 22–24 березня 2024       | Каїр, Єгипет       |
| Європейський кваліфікаційний турнір              | 5–7 квітня 2024          | Баку, Азербайджан  |
| Азійський кваліфікаційний турнір                 | 19–21 квітня 2024        | Бішкек, Киргизстан |
| Світовий кваліфікаційний турнір                  | 9–12 травня 2024         | Стамбул, Туреччина |

## Підсумки кваліфікації
| NOC                              | Вільна боротьба, чоловіки | Вільна боротьба, чоловіки | Вільна боротьба, чоловіки | Вільна боротьба, чоловіки | Вільна боротьба, чоловіки | Вільна боротьба, чоловіки | Вільна боротьба, чоловіки | Вільна боротьба, чоловіки | Вільна боротьба, чоловіки | Вільна боротьба, чоловіки | Греко-римська боротьба | Греко-римська боротьба | Греко-римська боротьба | Греко-римська боротьба | Греко-римська боротьба | Греко-римська боротьба | Греко-римська боротьба | Греко-римська боротьба | Греко-римська боротьба | Вільна боротьба, жінки | Вільна боротьба, жінки | Вільна боротьба, жінки | Вільна боротьба, жінки | Вільна боротьба, жінки | Вільна боротьба, жінки | Вільна боротьба, жінки | Вільна боротьба, жінки | Вільна боротьба, жінки | Загалом |
| NOC                              | 57                        | 57                        | 65                        | 74                        | 74                        | 86                        | 97                        | 97                        | 125                       | 125                       | 60                     | 67                     | 77                     | 87                     | 87                     | 97                     | 97                     | 130                    | 130                    | 50                     | 53                     | 53                     | 57                     | 57                     | 62                     | 62                     | 68                     | 76                     | Загалом |
| -------------------------------- | ------------------------- | ------------------------- | ------------------------- | ------------------------- | ------------------------- | ------------------------- | ------------------------- | ------------------------- | ------------------------- | ------------------------- | ---------------------- | ---------------------- | ---------------------- | ---------------------- | ---------------------- | ---------------------- | ---------------------- | ---------------------- | ---------------------- | ---------------------- | ---------------------- | ---------------------- | ---------------------- | ---------------------- | ---------------------- | ---------------------- | ---------------------- | ---------------------- | ------- |
| Австралія (AUS)                  |                           |                           | Так                       |                           |                           | Так                       |                           |                           |                           |                           |                        |                        |                        |                        |                        |                        |                        |                        |                        |                        |                        |                        |                        |                        |                        |                        |                        |                        | 2       |
| Азербайджан (AZE)                | Так                       | Так                       | Так                       | Так                       | Так                       | Так                       | Так                       | Так                       | Так                       | Так                       | Так                    | Так                    | Так                    | Так                    | Так                    |                        |                        | Так                    | Так                    | Так                    |                        |                        |                        |                        |                        |                        |                        |                        | 12      |
| Албанія (ALB)                    | Так                       | Так                       | Так                       | Так                       | Так                       |                           |                           |                           |                           |                           |                        |                        |                        |                        |                        |                        |                        |                        |                        |                        |                        |                        |                        |                        |                        |                        |                        |                        | 3       |
| Алжир (ALG)                      |                           |                           |                           |                           |                           | Так                       |                           |                           |                           |                           | Так                    | Так                    | Так                    | Так                    | Так                    | Так                    | Так                    |                        |                        | Так                    |                        |                        | Так                    | Так                    |                        |                        |                        |                        | 8       |
| Бразилія (BRA)                   |                           |                           |                           |                           |                           |                           |                           |                           |                           |                           |                        |                        |                        |                        |                        |                        |                        |                        |                        |                        |                        |                        | Так                    | Так                    |                        |                        |                        |                        | 1       |
| Бахрейн (BRN)                    |                           |                           |                           |                           |                           |                           | Так                       | Так                       |                           |                           |                        |                        |                        |                        |                        |                        |                        |                        |                        |                        |                        |                        |                        |                        |                        |                        |                        |                        | 1       |
| Болгарія (BUL)                   |                           |                           |                           |                           |                           | Так                       |                           |                           |                           |                           |                        |                        | Так                    | Так                    | Так                    |                        |                        |                        |                        |                        |                        |                        |                        |                        | Так                    | Так                    |                        | Так                    | 5       |
| Венесуела (VEN)                  |                           |                           |                           | Так                       | Так                       |                           |                           |                           |                           |                           | Так                    |                        |                        |                        |                        |                        |                        |                        |                        |                        | Так                    | Так                    |                        |                        |                        |                        | Так                    |                        | 4       |
| Вірменія (ARM)                   | Так                       | Так                       | Так                       |                           |                           |                           |                           |                           |                           |                           |                        | Так                    | Так                    |                        |                        | Так                    | Так                    |                        |                        |                        |                        |                        |                        |                        |                        |                        |                        |                        | 5       |
| Гвінея-Бісау (GBS)               | Так                       | Так                       |                           | Так                       | Так                       |                           |                           |                           |                           |                           |                        |                        |                        |                        |                        |                        |                        |                        |                        |                        |                        |                        |                        |                        |                        |                        |                        |                        | 2       |
| Гондурас (HON)                   |                           |                           |                           |                           |                           |                           |                           |                           |                           |                           |                        |                        |                        |                        |                        | Так                    | Так                    |                        |                        |                        |                        |                        |                        |                        |                        |                        |                        |                        | 1       |
| Греція (GRE)                     |                           |                           |                           | Так                       | Так                       | Так                       |                           |                           |                           |                           |                        |                        |                        |                        |                        |                        |                        |                        |                        |                        |                        |                        |                        |                        |                        |                        |                        |                        | 2       |
| Грузія (GEO)                     |                           |                           | Так                       |                           |                           | Так                       | Так                       | Так                       | Так                       | Так                       |                        | Так                    |                        |                        |                        | Так                    | Так                    |                        |                        |                        |                        |                        |                        |                        |                        |                        |                        |                        | 6       |
| Гуам (GUM)                       |                           |                           |                           |                           |                           |                           |                           |                           |                           |                           |                        |                        |                        |                        |                        |                        |                        |                        |                        |                        | Так                    | Так                    | Так                    | Так                    |                        |                        |                        |                        | 2       |
| Домініканська Республіка (DOM)   |                           |                           |                           |                           |                           |                           | Так                       | Так                       |                           |                           |                        |                        |                        |                        |                        |                        |                        |                        |                        |                        |                        |                        |                        |                        |                        |                        |                        |                        | 1       |
| Допущені нейтральні атлети (ANA) | Так                       | Так                       | Так                       | Так                       | Так                       | Так                       | Так                       | Так                       | Так                       | Так                       | Так                    |                        | Так                    | Так                    | Так                    | Так                    | Так                    | Так                    | Так                    | Так                    | Так                    | Так                    | Так                    | Так                    | Так                    | Так                    | Так                    |                        | 26      |
| Еквадор (ECU)                    |                           |                           |                           |                           |                           |                           |                           |                           |                           |                           |                        | Так                    |                        |                        |                        |                        |                        |                        |                        |                        | Так                    | Так                    | Так                    | Так                    |                        |                        |                        | Так                    | 4       |
| Єгипет (EGY)                     | Так                       | Так                       |                           | Так                       | Так                       |                           | Так                       | Так                       | Так                       | Так                       | Так                    | Так                    | Так                    | Так                    | Так                    | Так                    | Так                    | Так                    | Так                    | Так                    |                        |                        |                        |                        |                        |                        |                        |                        | 11      |
| Індія (IND)                      | Так                       | Так                       |                           |                           |                           |                           |                           |                           |                           |                           |                        |                        |                        |                        |                        |                        |                        |                        |                        | Так                    | Так                    | Так                    | Так                    | Так                    |                        |                        | Так                    | Так                    | 6       |
| Іран (IRI)                       |                           |                           | Так                       | Так                       | Так                       | Так                       | Так                       | Так                       | Так                       | Так                       | Так                    | Так                    | Так                    | Так                    | Так                    | Так                    | Так                    | Так                    | Так                    |                        |                        |                        |                        |                        |                        |                        |                        |                        | 11      |
| Італія (ITA)                     |                           |                           |                           |                           |                           |                           |                           |                           |                           |                           |                        |                        |                        |                        |                        |                        |                        |                        |                        |                        |                        |                        | Так                    | Так                    |                        |                        |                        |                        | 1       |
| Казахстан (KAZ)                  |                           |                           |                           |                           |                           | Так                       | Так                       | Так                       | Так                       | Так                       | Так                    |                        | Так                    | Так                    | Так                    |                        |                        | Так                    | Так                    |                        |                        |                        |                        |                        |                        |                        |                        |                        | 7       |
| Канада (CAN)                     |                           |                           |                           |                           |                           | Так                       |                           |                           | Так                       | Так                       |                        |                        |                        |                        |                        |                        |                        |                        |                        |                        |                        |                        | Так                    | Так                    | Так                    | Так                    | Так                    | Так                    | 6       |
| Киргизстан (KGZ)                 | Так                       | Так                       | Так                       |                           |                           |                           |                           |                           | Так                       | Так                       | Так                    | Так                    | Так                    |                        |                        | Так                    | Так                    |                        |                        |                        |                        |                        |                        |                        | Так                    | Так                    | Так                    | Так                    | 10      |
| Китай (CHN)                      | Так                       | Так                       |                           |                           |                           |                           | Так                       | Так                       | Так                       | Так                       | Так                    |                        |                        | Так                    | Так                    |                        |                        | Так                    | Так                    | Так                    | Так                    | Так                    | Так                    | Так                    |                        |                        | Так                    | Так                    | 11      |
| Колумбія (COL)                   |                           |                           |                           |                           |                           |                           |                           |                           |                           |                           |                        |                        | Так                    | Так                    | Так                    |                        |                        |                        |                        | Так                    |                        |                        |                        |                        |                        |                        |                        | Так                    | 4       |
| Куба (CUB)                       |                           |                           | Так                       | Так                       | Так                       |                           | Так                       | Так                       |                           |                           | Так                    | Так                    | Так                    |                        |                        | Так                    | Так                    | Так                    | Так                    | Так                    |                        |                        |                        |                        |                        |                        |                        | Так                    | 10      |
| Литва (LTU)                      |                           |                           |                           |                           |                           |                           |                           |                           |                           |                           |                        |                        |                        |                        |                        | Так                    | Так                    |                        |                        |                        |                        |                        |                        |                        |                        |                        |                        |                        | 1       |
| Марокко (MAR)                    |                           |                           |                           |                           |                           |                           |                           |                           |                           |                           |                        |                        |                        |                        |                        |                        |                        | Так                    | Так                    |                        |                        |                        |                        |                        |                        |                        |                        |                        | 1       |
| Мексика (MEX)                    | Так                       | Так                       | Так                       |                           |                           |                           |                           |                           |                           |                           |                        |                        |                        |                        |                        |                        |                        |                        |                        |                        |                        |                        |                        |                        |                        |                        |                        |                        | 2       |
| Молдова (MDA)                    |                           |                           |                           |                           |                           |                           |                           |                           |                           |                           | Так                    | Так                    |                        |                        |                        |                        |                        |                        |                        |                        | Так                    | Так                    | Так                    | Так                    |                        |                        | Так                    |                        | 5       |
| Монголія (MGL)                   |                           |                           | Так                       |                           |                           | Так                       |                           |                           | Так                       | Так                       |                        |                        |                        |                        |                        |                        |                        |                        |                        | Так                    | Так                    | Так                    |                        |                        | Так                    | Так                    | Так                    | Так                    | 8       |
| Нігерія (NGR)                    |                           |                           |                           |                           |                           |                           |                           |                           | Так                       | Так                       |                        |                        |                        |                        |                        |                        |                        |                        |                        |                        | Так                    | Так                    | Так                    | Так                    | Так                    | Так                    | Так                    | Так                    | 6       |
| Німеччина (GER)                  |                           |                           |                           |                           |                           |                           | Так                       | Так                       |                           |                           |                        |                        |                        |                        |                        |                        |                        | Так                    | Так                    | Так                    |                        |                        | Так                    | Так                    | Так                    | Так                    |                        |                        | 5       |
| Нова Зеландія (NZL)              |                           |                           |                           |                           |                           |                           |                           |                           |                           |                           |                        |                        |                        |                        |                        |                        |                        |                        |                        |                        |                        |                        |                        |                        |                        |                        | Так                    |                        | 1       |
| ПАР (RSA)                        |                           |                           |                           |                           |                           |                           | Так                       | Так                       |                           |                           |                        |                        |                        |                        |                        |                        |                        |                        |                        |                        |                        |                        |                        |                        |                        |                        |                        |                        | 1       |
| Південна Корея (KOR)             |                           |                           |                           |                           |                           |                           |                           |                           |                           |                           |                        |                        |                        |                        |                        | Так                    | Так                    | Так                    | Так                    |                        |                        |                        |                        |                        |                        |                        |                        |                        | 2       |
| Північна Корея (PRK)             |                           |                           |                           |                           |                           |                           |                           |                           |                           |                           | Так                    |                        |                        |                        |                        |                        |                        |                        |                        | Так                    | Так                    | Так                    |                        |                        | Так                    | Так                    | Так                    |                        | 5       |
| Польща (POL)                     |                           |                           |                           |                           |                           |                           | Так                       | Так                       |                           |                           |                        |                        |                        | Так                    | Так                    |                        |                        |                        |                        |                        |                        |                        | Так                    | Так                    |                        |                        | Так                    |                        | 4       |
| Пуерто-Рико (PUR)                | Так                       | Так                       | Так                       |                           |                           | Так                       |                           |                           | Так                       | Так                       |                        |                        |                        |                        |                        |                        |                        |                        |                        |                        |                        |                        |                        |                        |                        |                        |                        |                        | 4       |
| Румунія (ROU)                    |                           |                           |                           |                           |                           |                           |                           |                           |                           |                           |                        |                        |                        |                        |                        |                        |                        | Так                    | Так                    |                        | Так                    | Так                    |                        |                        | Так                    | Так                    |                        | Так                    | 4       |
| Самоа (SAM)                      |                           |                           | Так                       |                           |                           |                           |                           |                           |                           |                           |                        |                        |                        |                        |                        |                        |                        |                        |                        |                        |                        |                        |                        |                        |                        |                        |                        |                        | 1       |
| Сан-Марино (SMR)                 |                           |                           |                           |                           |                           | Так                       |                           |                           |                           |                           |                        |                        |                        |                        |                        |                        |                        |                        |                        |                        |                        |                        |                        |                        |                        |                        |                        |                        | 1       |
| Сербія (SRB)                     | Так                       | Так                       |                           | Так                       | Так                       |                           |                           |                           |                           |                           | Так                    | Так                    |                        | Так                    | Так                    |                        |                        |                        |                        |                        |                        |                        |                        |                        |                        |                        |                        |                        | 5       |
| Словаччина (SVK)                 |                           |                           |                           | Так                       | Так                       |                           |                           |                           |                           |                           |                        |                        |                        |                        |                        |                        |                        |                        |                        |                        |                        |                        |                        |                        |                        |                        |                        |                        | 1       |
| США (USA)                        | Так                       | Так                       | Так                       | Так                       | Так                       | Так                       | Так                       | Так                       | Так                       | Так                       |                        |                        |                        | Так                    | Так                    | Так                    | Так                    | Так                    | Так                    | Так                    | Так                    | Так                    | Так                    | Так                    | Так                    | Так                    | Так                    | Так                    | 15      |
| Таджикистан (TJK)                |                           |                           |                           | Так                       | Так                       |                           |                           |                           |                           |                           |                        |                        |                        |                        |                        |                        |                        |                        |                        |                        |                        |                        |                        |                        |                        |                        |                        |                        | 1       |
| Туніс (TUN)                      |                           |                           |                           |                           |                           |                           |                           |                           |                           |                           |                        | Так                    |                        |                        |                        |                        |                        | Так                    | Так                    |                        |                        |                        |                        |                        | Так                    | Так                    |                        | Так                    | 4       |
| Туреччина (TUR)                  |                           |                           |                           |                           |                           |                           | Так                       | Так                       | Так                       | Так                       | Так                    |                        | Так                    | Так                    | Так                    |                        |                        | Так                    | Так                    | Так                    | Так                    | Так                    |                        |                        | Так                    | Так                    | Так                    | Так                    | 11      |
| Угорщина (HUN)                   |                           |                           | Так                       |                           |                           |                           |                           |                           | Так                       | Так                       |                        |                        | Так                    | Так                    | Так                    |                        |                        |                        |                        |                        |                        |                        |                        |                        |                        |                        |                        | Так                    | 5       |
| Узбекистан (UZB)                 | Так                       | Так                       |                           | Так                       | Так                       | Так                       |                           |                           |                           |                           | Так                    |                        | Так                    |                        |                        | Так                    | Так                    |                        |                        | Так                    |                        |                        |                        |                        |                        |                        |                        |                        | 7       |
| Україна (UKR)                    |                           |                           |                           |                           |                           |                           |                           |                           |                           |                           |                        | Так                    |                        | Так                    | Так                    |                        |                        |                        |                        | Так                    |                        |                        |                        |                        | Так                    | Так                    |                        |                        | 4       |
| Фінляндія (FIN)                  |                           |                           |                           |                           |                           |                           |                           |                           |                           |                           |                        |                        | Так                    |                        |                        | Так                    | Так                    |                        |                        |                        |                        |                        |                        |                        |                        |                        |                        |                        | 2       |
| Франція (FRA)                    |                           |                           |                           |                           |                           |                           |                           |                           |                           |                           |                        | Так                    |                        |                        |                        |                        |                        |                        |                        |                        |                        |                        |                        |                        |                        |                        | Так                    |                        | 2       |
| Чехія (CZE)                      |                           |                           |                           |                           |                           |                           |                           |                           |                           |                           |                        |                        |                        |                        |                        | Так                    | Так                    |                        |                        |                        |                        |                        |                        |                        |                        |                        |                        |                        | 1       |
| Чилі (CHI)                       |                           |                           |                           |                           |                           |                           |                           |                           |                           |                           |                        | Так                    |                        |                        |                        |                        |                        | Так                    | Так                    |                        |                        |                        |                        |                        |                        |                        |                        |                        | 2       |
| Швеція (SWE)                     |                           |                           |                           |                           |                           |                           |                           |                           |                           |                           |                        |                        |                        |                        |                        |                        |                        |                        |                        |                        | Так                    | Так                    |                        |                        |                        |                        |                        |                        | 1       |
| Японія (JPN)                     | Так                       | Так                       | Так                       | Так                       | Так                       | Так                       |                           |                           |                           |                           | Так                    | Так                    | Так                    |                        |                        |                        |                        |                        |                        | Так                    | Так                    | Так                    | Так                    | Так                    | Так                    | Так                    | Так                    | Так                    | 13      |
| Загалом:58 НОКів                 | 16                        | 16                        | 16                        | 16                        | 16                        | 16                        | 16                        | 16                        | 16                        | 16                        | 16                     | 16                     | 16                     | 16                     | 16                     | 16                     | 16                     | 16                     | 16                     | 16                     | 16                     | 16                     | 16                     | 16                     | 16                     | 16                     | 16                     | 16                     | 288     |

## Вільна боротьба, чоловіки
- Місце за квотою надається відповідному НОК, а не спортсмену, що виборов його у кваліфікаційних змаганнях.

### 57 кг
| Змагання                                         | Квоти | Спортсмени, що кваліфікувались                                                                                       |
| ------------------------------------------------ | ----- | --- |
| Чемпіонат світу 2023                             | 5     | Стеван Мічич (SRB) Рей Хігуті (JPN) Арсен Арутюнян (ARM) Зелімхан Абакаров (ALB) Стеван Мічич (SRB) Заур Угуєв (ANA) |
| Панамериканський кваліфікаційний турнір          | 2     | Роман Браво-Янг (MEX) Даріан Круз (PUR)                                                                              |
| Африканський і океанський кваліфікаційний турнір | 2     | Джамал Мохамед (EGY) Діамантіно Іуна Фафе (GBS)                                                                      |
| Європейський кваліфікаційний турнір              | 2     | Аліаббас Рзазаде (AZE) Арийан Тютрін (ANA)                                                                           |
| Азійський кваліфікаційний турнір                 | 2     | Бекзат Алмазбек-уулу (KGZ) Гуломжон Абдуллаєв (UZB)                                                                  |
| Світовий кваліфікаційний турнір                  | 3     | Спенсер Лі (USA) Аман Сехрават (IND) Цзоу Ваньхао (CHN)                                                              |
| Загалом                                          | 16    | |

### 65 кг
| Змагання                                         | Квоти | Спортсмени, що кваліфікувались                                                                             |
| ------------------------------------------------ | ----- | --- |
| Чемпіонат світу 2023                             | 5     | Ісмаїл Мусукаєв (HUN) Себастьян Рівера (PUR) Шаміль Мамедов (ANA) Вазген Теванян (ARM) Рахман Амузад (IRI) |
| Панамериканський кваліфікаційний турнір          | 2     | Остін Гомес (MEX) Алехандро Вальдес (CUB)                                                                  |
| Африканський і океанський кваліфікаційний турнір | 2     | Гаку Аказава (SAM) Георгій Окороков (AUS)                                                                  |
| Європейський кваліфікаційний турнір              | 2     | Годердзі Дзебісашвілі (GEO) Гаджі Алієв (AZE)                                                              |
| Азійський кваліфікаційний турнір                 | 2     | Котаро Кійоока (JPN) Ерназар Акматалієв (KGZ)                                                              |
| Світовий кваліфікаційний турнір                  | 3     | Іслам Дудаєв (ALB) Тумур-Очір Тулга (MGL) Зейн Резерфорд (USA)                                             |
| Загалом                                          | 16    | |

### 74 кг
| Змагання                                         | Квоти | Спортсмени, що кваліфікувались                                                                           |
| ------------------------------------------------ | ----- | --- |
| Чемпіонат світу 2023                             | 5     | Заурбек Сідаков (ANA) Кайл Дейк (USA) Хетік Цаболов (SRB) Такатані Даїті (JPN) Георгіос Кугюмцидіс (GRE) |
| Панамериканський кваліфікаційний турнір          | 2     | Геандрі Гарсон (CUB) Антоні Монтеро (VEN)                                                                |
| Африканський і океанський кваліфікаційний турнір | 2     | Бакар Ндум (GBS) Амр Реда Хуссен (EGY)                                                                   |
| Європейський кваліфікаційний турнір              | 2     | Туран Байрамов (AZE) Магомедхабіб Кадимагомедов (ANA)                                                    |
| Азійський кваліфікаційний турнір                 | 2     | Бекзод Абдурахмонов (UZB) Юнес Емамі (IRI)                                                               |
| Світовий кваліфікаційний турнір                  | 3     | Віктор Рассадін (TJK) Таймураз Салзаканов (SVK) Чермен Валієв (ALB)                                      |
| Загалом                                          | 16    | |

### 86 кг
| Змагання                                         | Квоти | Спортсмени, що кваліфікувались                                                                         |
| ------------------------------------------------ | ----- | --- |
| Чемпіонат світу 2023                             | 5     | Девід Тейлор (USA) Хассан Яздані (IRI) Майлс Амін (SMR) Азамат Даулетбеков (KAZ) Джавраїл Шапієв (UZB) |
| Панамериканський кваліфікаційний турнір          | 2     | Ітан Рамос (PUR) Алекс Мур (CAN)                                                                       |
| Африканський і океанський кваліфікаційний турнір | 2     | Джейден Лоуренс (AUS) Фатех Бенферджалла (ALG)                                                         |
| Європейський кваліфікаційний турнір              | 2     | Артур Найфонов (ANA) Осман Нурмагомедов (AZE)                                                          |
| Азійський кваліфікаційний турнір                 | 2     | Хаято Ішігуро (JPN) Баямбасуреджин Бат-Ердене (MGL)                                                    |
| Світовий кваліфікаційний турнір                  | 3     | Даурен Куруглієв (GRE) Магомед Рамазанов (BUL) Владімері Гамкрелідзе (GEO)                             |
| Загалом                                          | 16    | |

### 97 кг
| Змагання                                         | Квоти | Спортсмени, що кваліфікувались                                                                                  |
| ------------------------------------------------ | ----- | --- |
| Чемпіонат світу 2023                             | 5     | Ахмед Тажудінов (BHR) Магомедхан Магомедов (AZE) Кайл Снайдер (USA) Гіві Мачарашвілі (GEO) Ібрагім Чіфтчі (TUR) |
| Панамериканський кваліфікаційний турнір          | 2     | Луїс Мігель Перес (DOM) Артуро Сілот (CUB)                                                                      |
| Африканський і океанський кваліфікаційний турнір | 2     | Мостафа Ель-Дерс (EGY) Ніколас де Ланге (RSA)                                                                   |
| Європейський кваліфікаційний турнір              | 2     | Аліхан Жабраїлов (ANA) Олександр Гуштин (ANA)                                                                   |
| Азійський кваліфікаційний турнір                 | 2     | Алішер Єргалі (KAZ) Амір Алі Азарпіра (IRI)                                                                     |
| Світовий кваліфікаційний турнір                  | 3     | Ерік Тіле (GER) Збігнєв Барановський (POL) Хабіла Авусаїман (CHN)                                               |
| Загалом                                          | 16    | |

### 125 кг
| Змагання                                         | Квоти | Спортсмени, що кваліфікувались                                                                              |
| ------------------------------------------------ | ----- | --- |
| Чемпіонат світу 2023                             | 5     | Амір Хоссейн Заре (IRI) Гено Петріашвілі (GEO) Таха Акгюль (TUR) Мейсон Перріс (USA) Абдулла Курбанов (ANA) |
| Панамериканський кваліфікаційний турнір          | 2     | Джонован Сміт (PUR) Амарвір Дхесі (CAN)                                                                     |
| Африканський і океанський кваліфікаційний турнір | 2     | Ештон Мутува (NGR) Діаельдін Камал (EGY)                                                                    |
| Європейський кваліфікаційний турнір              | 2     | Денис Хроменков (ANA) Георгій Мешвілдішвілі (AZE)                                                           |
| Азійський кваліфікаційний турнір                 | 2     | Лхагвагерел Мунхтур (MGL) Юсуп Батирмурзаєв (KAZ)                                                           |
| Світовий кваліфікаційний турнір                  | 3     | Аяал Лазарев (KGZ) Ден Чживей (CHN) Даніель Лігеті (HUN)                                                    |
| Загалом                                          | 16    | |

## Греко-римська боротьба, чоловіки
- Місце за квотою надається відповідному НОК, а не спортсмену, що виборов його у кваліфікаційних змаганнях.

### 60 кг
| Змагання                                         | Квоти | Спортсмени, що кваліфікувались                                                                                   |
| ------------------------------------------------ | ----- | --- |
| Чемпіонат світу 2023                             | 5     | Жоламан Шаршенбеков (KGZ) Кен'їтіро Фуміта (JPN) Цао Ліго (CHN) Ісломжон Бахромов (UZB) Мехді Мохсеннеджад (IRI) |
| Панамериканський кваліфікаційний турнір          | 2     | Райбер Родрігес (VEN) Кевін де Армас (CUB)                                                                       |
| Африканський і океанський кваліфікаційний турнір | 2     | Абделькарім Фергат (ALG) Моамен Ахмед Мохамед (EGY)                                                              |
| Європейський кваліфікаційний турнір              | 2     | Віктор Чобану (MDA) Енес Башар (TUR)                                                                             |
| Азійський кваліфікаційний турнір                 | 2     | Айдос Султангалі (KAZ) Рі Се Ун (PRK)                                                                            |
| Світовий кваліфікаційний турнір                  | 3     | Садик Лалаєв (ANA) Мурад Мамедов (AZE) Георгій Тібілов (SRB)                                                     |
| Загалом                                          | 16    | |

### 67 кг
| Змагання                                         | Квоти | Спортсмени, що кваліфікувались                                                                         |
| ------------------------------------------------ | ----- | --- |
| Чемпіонат світу 2023                             | 5     | Луїс Орта (CUB) Хасрат Джафаров (AZE) Мате Немеш (SRB) Мохаммед Реза Гераеї (IRI) Славік Галстян (ARM) |
| Панамериканський кваліфікаційний турнір          | 2     | Нестор Альманца (CHI) Андрес Монтаньйо (ECU)                                                           |
| Африканський і океанський кваліфікаційний турнір | 2     | Сулеймен Наср (TUN) Ісхак Гаю (ALG)                                                                    |
| Європейський кваліфікаційний турнір              | 2     | Парвіз Насібов (UKR) Мамадасса Сілла (FRA)                                                             |
| Азійський кваліфікаційний турнір                 | 2     | Амантур Ісмаїлов (KGZ) Кіотаро Согабе (JPN)                                                            |
| Світовий кваліфікаційний турнір                  | 3     | Валентин Петік (MDA) Рамаз Зоїдзе (GEO) Мохамед Ібрагім Ельсаєд (EGY)                                  |
| Загалом                                          | 16    | |

### 77 кг
| Змагання                                         | Квоти | Спортсмени, що кваліфікувались                                                                      |
| ------------------------------------------------ | ----- | --------------------------------------------------------------------------------------------------- |
| Чемпіонат світу 2023                             | 5     | Санан Сулейманов (AZE) Акжол Махмудов (KGZ) Малхас Амоян (ARM) Нао Кусака (JPN) Арам Варданян (UZB) |
| Панамериканський кваліфікаційний турнір          | 2     | Йосваніс Пенья (CUB) Жаїр Куеро (COL)                                                               |
| Африканський і океанський кваліфікаційний турнір | 2     | Абдельхрім Оукалі (ALG) Махмуд Абдельрахман (EGY)                                                   |
| Європейський кваліфікаційний турнір              | 2     | Бурхан Акбудак (TUR) Йонні Сарккінен (FIN)                                                          |
| Азійський кваліфікаційний турнір                 | 2     | Демеу Жадраєв (KAZ) Амін Кавіанінеджад (IRI)                                                        |
| Світовий кваліфікаційний турнір                  | 3     | Аїк Мнацаканян (BUL) Сергій Кутузов (ANA) Золтан Леваї (HUN)                                        |
| Загалом                                          | 16    | |

### 87 кг
| Змагання                                         | Квоти | Спортсмени, що кваліфікувались                                                                      |
| ------------------------------------------------ | ----- | --------------------------------------------------------------------------------------------------- |
| Чемпіонат світу 2023                             | 5     | Алі Ченгіз (TUR) Давід Лошонці (HUN) Жан Беленюк (UKR) Семен Новіков (BUL) Нурсултан Турсинов (KAZ) |
| Панамериканський кваліфікаційний турнір          | 2     | Спенсер Вудс (USA) Карлос Муньйос (COL)                                                             |
| Африканський і океанський кваліфікаційний турнір | 2     | Башир Сід Азара (ALG) Мохамед Метваллі (EGY)                                                        |
| Європейський кваліфікаційний турнір              | 2     | Олександр Комаров (SRB) Мілад Алірзаєв (ANA)                                                        |
| Азійський кваліфікаційний турнір                 | 2     | Цянь Хайтао (CHN) Аліреза Мохмаді (IRI)                                                             |
| Світовий кваліфікаційний турнір                  | 3     | Кирило Маскевич (ANA) Рафік Гусейнов (AZE) Аркадіуш Кулинич (POL)                                   |
| Загалом                                          | 16    | |

### 97 кг
| Змагання                                         | Квоти | Спортсмени, що кваліфікувались                                                                                       |
| ------------------------------------------------ | ----- | --- |
| Чемпіонат світу 2023                             | 5     | Габрієль Росільо (CUB) Артур Алексанян (ARM) Артур Омаров (CZE) Мохаммед Хаді Сараві (IRI) Абубакар Хаслаханов (ANA) |
| Панамериканський кваліфікаційний турнір          | 2     | Кевін Маджія (HON) Алан Вера (USA)                                                                                   |
| Африканський і океанський кваліфікаційний турнір | 2     | Фаді Рубах (ALG) Мохамед Алі Джабр (EGY)                                                                             |
| Європейський кваліфікаційний турнір              | 2     | Роберт Кобліашвілі (GEO) Міндаугас Венчкайтіс (LTU)                                                                  |
| Азійський кваліфікаційний турнір                 | 2     | Рустам Ассакалов (UZB) Кім Сон Джун (KOR)                                                                            |
| Світовий кваліфікаційний турнір                  | 3     | Арві Саволайнен (FIN) Артур Саргсян (ANA) Узур Джузупбеков (KGZ)                                                     |
| Загалом                                          | 16    | |

### 130 кг
| Змагання                                         | Квоти | Спортсмени, що кваліфікувались                                                                     |
| ------------------------------------------------ | ----- | -------------------------------------------------------------------------------------------------- |
| Чемпіонат світу 2023                             | 5     | Амін Мірзазаде (IRI) Риза Каяалп (TUR) Абделлатіф Мохамед (EGY) Оскар Піно (CUB) Мень Ліндже (CHN) |
| Панамериканський кваліфікаційний турнір          | 2     | Колтон Шульц (USA) Ясмані Акоста (CHI)                                                             |
| Африканський і океанський кваліфікаційний турнір | 2     | Амін Гуеннічі (TUN) Уссама Ассад (MAR)                                                             |
| Європейський кваліфікаційний турнір              | 2     | Джелло Крамер (GER) Сергій Семенов (ANA)                                                           |
| Азійський кваліфікаційний турнір                 | 2     | Лі Сон Чан (KOR) Алімхан Сиздиков (KAZ)                                                            |
| Світовий кваліфікаційний турнір                  | 3     | Сабах Шаріаті (AZE) Алін Алексус-Чіураріу (ROU) Павло Глінчук (ANA)                                |
| Загалом                                          | 16    | |

## Вільна боротьба, жінки
- Місце за квотою надається відповідному НОК, а не спортсменці, що виборола його у кваліфікаційних змаганнях.

### 50 кг
| Змагання                                         | Квоти | Спортсменки, що кваліфікувались                                                                          |
| ------------------------------------------------ | ----- | --- |
| Чемпіонат світу 2023                             | 5     | Юї Сусакі (JPN) Долгорявин Отгонжаргал (MGL) Фен Цзиці (CHN) Сара Гільдебрандт (USA) Евін Демірхан (TUR) |
| Панамериканський кваліфікаційний турнір          | 2     | Аліссон Кардосо (COL) Юснейліс Гузман (CUB)                                                              |
| Африканський і океанський кваліфікаційний турнір | 2     | Нада Медані (EGY) Ібтіссем Дуду (ALG)                                                                    |
| Європейський кваліфікаційний турнір              | 2     | Оксана Лівач (UKR) Надія Соколова (ANA)                                                                  |
| Азійський кваліфікаційний турнір                 | 2     | Актенге Кевнімжаєва (UZB) Вінеш Фогат (IND)                                                              |
| Світовий кваліфікаційний турнір                  | 3     | Кім Сон Хян (PRK) Анастасія Блайвас (GER) Марія Стадник (AZE)                                            |
| Загалом                                          | 16    | |

### 53 кг
| Змагання                                         | Квоти | Спортсменки, що кваліфікувались                                                                            |
| ------------------------------------------------ | ----- | --- |
| Чемпіонат світу 2023                             | 5     | Акарі Фудзінамі (JPN) Ванесса Колодинська (ANA) Луція Єпес (ECU) Антім Пангхал (IND) Йонна Мальмгрен (SWE) |
| Панамериканський кваліфікаційний турнір          | 2     | Домінік Перріш (USA) Бетзабет Аргуелло (VEN)                                                               |
| Африканський і океанський кваліфікаційний турнір | 2     | Крістіана Огунсанья (NGR) Міа-Лані Акіно (GUM)                                                             |
| Європейський кваліфікаційний турнір              | 2     | Андреа Беатріс Ана (ROU) Наталія Малишева (ANA)                                                            |
| Азійський кваліфікаційний турнір                 | 2     | Пан Цяньюй (CHN) Чо Хьйо Гйон (PRK)                                                                        |
| Світовий кваліфікаційний турнір                  | 3     | Маріана Драгуцан (MDA) Батхуягійн Хулан (MGL) Зейнеп Єтгіл (TUR)                                           |
| Загалом                                          | 16    | |

### 57 кг
| Змагання                                         | Квоти | Спортсменки, що кваліфікувались                                                                              |
| ------------------------------------------------ | ----- | --- |
| Чемпіонат світу 2023                             | 5     | Цугумі Сакурай (JPN) Анастасія Нікіта (MDA) Одунайо Адекуороє (NGR) Гелен Маруліс (USA) Ангеліна Лисак (POL) |
| Панамериканський кваліфікаційний турнір          | 2     | Луїза Вальверде (ECU) Ганна Тейлор (CAN)                                                                     |
| Африканський і океанський кваліфікаційний турнір | 2     | Ркаєла Акіно (GUM) Чайма Ауїссі (ALG)                                                                        |
| Європейський кваліфікаційний турнір              | 2     | Сандра Паружевська (GER) Ірина Курочкіна (ANA)                                                               |
| Азійський кваліфікаційний турнір                 | 2     | Хун Кесінь (CHN) Аншу Малік (IND)                                                                            |
| Світовий кваліфікаційний турнір                  | 3     | Ольга Хорошавцева (ANA) Джулія Пенальбер (BRA) Аврора Руссо (ITA)                                            |
| Загалом                                          | 16    | |

### 62 кг
| Змагання                                         | Квоти | Спортсменки, що кваліфікувались                                                                         |
| ------------------------------------------------ | ----- | --- |
| Чемпіонат світу 2023                             | 5     | Айсулуу Тинибекова (KGZ) Сакура Мотокі (JPN) Грейс Буллен (NOR) Ірина Коляденко (UKR) Луїза Німеш (GER) |
| Панамериканський кваліфікаційний турнір          | 2     | Ана Годінес (CAN) Кайла Міракл (USA)                                                                    |
| Африканський і океанський кваліфікаційний турнір | 2     | Естер Колаволе (NGR) Сівар Бусетта (TUN)                                                                |
| Європейський кваліфікаційний турнір              | 2     | Біляна Дудова (BUL) Аліна Касабієва (ANA)                                                               |
| Азійський кваліфікаційний турнір                 | 2     | Пуревдорджийн Орхон (MGL) Мун Хйон Гйон (PRK)                                                           |
| Світовий кваліфікаційний турнір                  | 3     | Кріста Інце (ROU) Несрін Баш (TUR) Вероніка Іванова (ANA)                                               |
| Загалом                                          | 16    | |

### 68 кг
| Змагання                                         | Квоти | Спортсменки, що кваліфікувались                                                                  |
| ------------------------------------------------ | ----- | ------------------------------------------------------------------------------------------------ |
| Чемпіонат світу 2023                             | 5     | Бусе Тосун (TUR) Енхмайхани Дельгерма (MGL) Кумба Ларрок (FRA) Ірина Рінгач (MDA) Амі Ішії (JPN) |
| Панамериканський кваліфікаційний турнір          | 2     | Аміт Елор (USA) Солеймі Карабалло (VEN)                                                          |
| Африканський і океанський кваліфікаційний турнір | 2     | Блессінг Оборудуду (NGR) Тайла Форд (NZL)                                                        |
| Європейський кваліфікаційний турнір              | 2     | Вікторія Холуй (POL) Ханум Валієва (ANA)                                                         |
| Азійський кваліфікаційний турнір                 | 2     | Пак Соль Гум (PRK) Меерім Жуманазарова (KGZ)                                                     |
| Світовий кваліфікаційний турнір                  | 3     | Ніша Дахія (IND) Чжоу Фен (CHN) Лінда Мораїс (CAN)                                               |
| Загалом                                          | 16    |                                                                                                  |

### 76 кг
| Змагання                                         | Квоти | Спортсменки, що кваліфікувались                                                                                 |
| ------------------------------------------------ | ----- | --- |
| Чемпіонат світу 2023                             | 5     | Юка Кагамі (JPN) Айпері Медет-кизи (KGZ) Тетяна Рентерія (COL) Аделіна Грей (USA) Мілайміс Марін Потрілль (CUB) |
| Панамериканський кваліфікаційний турнір          | 2     | Жустіна Ді Стасіо (CAN) Дженесіс Реаско (ECU)                                                                   |
| Африканський і океанський кваліфікаційний турнір | 2     | Ханна Руебен (NGR) Зайнеб Сгаєр (TUN)                                                                           |
| Європейський кваліфікаційний турнір              | 2     | Бернадетт Надь (HUN) Ясемін Адар (TUR)                                                                          |
| Азійський кваліфікаційний турнір                 | 2     | Рітіка Худа (IND) Ван Цзюань (CHN)                                                                              |
| Світовий кваліфікаційний турнір                  | 3     | Каталіна Аксенте (ROU) Юліяна Янева (BUL) Енх-Амарин Даваанасан (MGL)                                           |
| Загалом                                          | 16    | |